# Carwyn Jones
Carwyn Howell Jones (Swansea, Wales 1967. március 21. –) walesi politikus, Wales első minisztere volt 2009. decembere és 2018 december 13-a között.
Jones Walesi Munkáspárt tagja, 1999 óta Bridgent választókörzet képviselője a Welszi Nemzetgyűlésben. A Munkáspárt és a Plaid Cymru koalíciójában 2007. július 19-től házelnök volt. A nemzetgyűlés sok tagjához hasonlóan ő is folyékonyan beszél walesiül, az Amnesty International és a Fabian társaság tagja. 2009. december 1-jén a Munkáspárt vezetőjévé választották meg, december 9-én első miniszternek jelölték és névtelen szavazáson meg is választották. 2009. december 10-étől ő volt Wales harmadik első minisztere. 2018-ban lemondott tisztségéről, visszavonult, utódja Mark Drakeford lett. 

## Élete
Swansea-ben született, Bridgendben nőtt fel egy walesi anyanyelvű családban. A bridgendi Brynteg Comprehensive Schoolban tanult, majd az Aberystwyth Egyetemen tanult, ahol az 1985-ös bányászsztrájk idején csatlakozott a Munkáspárthoz.
Jones a londoni Inns of Court School of Law-ban tanult ügyvédnek, 1989-ben volt az első ügye. Családjogi, bűnügyi és testi sértési ügyekre specializálódott. 10 évig praktizált a swansea-i Gower Chambers ügyvédi irodában, mielőtt betársult volna a cardiffi Temple Chambers ügyvédi irodába. Két évig a Cardiffi Egyetemen oktatott.

### Magánélete
Felesége az írországi születésű Lisa. A párnak két gyereke van, Seren és Ruairi. Jones sportol, biciklizik, golfozik, Bridgendben rögbimeccsekre jár. A Kenfig Hill férfikórus támogatója.